# Ясенецькі (родина)
Ясенецькі (пол. Jasieniecki) — давній український шляхетський рід гербу  Корнич, який панував на землях Волині та Київщини.
Ясенецькі поряд з Химськими, Слуцькими, Горностаями, Кропивницькими, Шашкевичами, Єльцями, Олізарами, Немиричами, Кмітами, Лозками, Полозами,  Проскурами представляли українську шляхту південно-західного та південно-східного литовського прикордоння протягом 200 років. Саме в цей період в основному склалась соціальна структура краю.
Рід Ясенецьких вийшов з Волині. Родове гніздо - село Ясининичі.

## Відомі представники
- Мартин[1] дідич Дитинич у 1658 році. Дружина Лотушинська[2].
  - Станіслав Мартинович. Дружина Анна Шептицька[3].
    - Йосип Станіславович[4].
    - Ян Станіславович (нар.1760). Дружина Róża Morlauz[5].
      - Гнат Янович[6]. Внесений в 1 частину родовідної книги Подільській губернії Указом Урядового Сенату від 16 вересня 1837 року.
      - Андрій Янович — дідич маєтку Мурзинці, хорунжий польського війська[2]. Дружина Соломія Антонівна Суходольська[7].
        - Карл-Франц Андрійович(пом.1858)[8]. Внесений в 1 частину родовідної книги Подільській губернії Указом Урядового Сенату від 16 вересня 1837 року. Дружина Текля Улашин[9], донька Яна-Гаврила Улашина та Петронели Кобельської. У 1847 році став дідичем Лип'янки, успадкувавши її від вуйка Петра Антоновича Суходольського[10].
          - Йосип Карлович[11]. Внесений в 1 частину родовідної книги Подільській губернії Указом Урядового Сенату від 16 вересня 1837 року. Дружина Марія Равська. Співвласник Лип'янки та Краснопілки[2].
          - Людвік Карлович[12]. Внесений в 1 частину родовідної книги Подільській губернії Указом Урядового Сенату від 16 вересня 1837 року. Закінчив Златопільське дворянське училище (Златопіль нині — у складі міста Новомиргорода Кіровоградської області) (випуск 1851 року)[13]. У 1858 році став дідичем частини Лип'янки, успадкувавши її від батька[10]. Співвласник Краснопілки[2]. Учасник антиросійського польсько-литовсько-українського повстання 1863 року. Звільнений у 1871 році[14].
            - Конрад Людвікович[15].
            - Богдан Людвікович[15].
            - Генрік Людвікович[15].

          - Валерія Карлівна[16]. Чоловік Віктор Йотейко.
          - Проспер Карлович[17]. Внесений в 1 частину родовідної книги Подільській губернії Указом Урядового Сенату від 16 вересня 1837 року. Закінчив Златопільське дворянське училище (Златопіль нині — у складі міста Новомиргорода Кіровоградської області) (випуск 1851 року)[13]. Дружина Марія-Людвіка (тітка Генрика-Казимира Владиславовича Улашина), донька Леонарда Івановича Улашина та Людвіки (ймовірно гербу Слєповрон[18]) Хелмонської[19], разом з дітьми внесена в 1 частину родовідної книги Київській губернії Указом Урядового Сенату за № 1941 від 10 травня 1885 року[20]. У 1858 році став дідичем частини Лип'янки, успадкувавши її від батька[10]. Співвласник Краснопілки[2]. Разом з Владиславом у 1894 році володіли 1000 десятинами землі[21].
            - Сигізмунд Просперович
            - Іван-Станіслав Просперович
            - Кароліна-Людвіка Просперівна
            - Ядвіга Просперівна

          - Йосип-Владислав-Яків Карлович[22] разом з дітьми внесений в 1 частину родовідної книги Київській губернії Указом Урядового Сенату за № 543 від 6 лютого 1886 року[20]. У 1858 році став дідичем частини Лип'янки, успадкувавши її від батька[10]. Був власником сімейного портрету Теофіли Данилович з синами Марком та Яном на молитві у костьолі міста Жовква. Разом з Проспером у 1894 році володіли 1000 десятинами землі[21].
            - Олександр Владиславович.
            - Микола Владиславович.
            - Іван Владиславович.
            - Михайло Владиславович — військовик, полковник, командир полку Дієвої армії УНР.